# Panurgus dentatus
Panurgus dentatus är en biart som beskrevs av Heinrich Friese 1901. Panurgus dentatus ingår i släktet fibblebin, och familjen grävbin. Inga underarter finns listade i Catalogue of Life.